# 佐々木リオ
佐々木 リオ（ささき リオ、1999年4月13日 - ）は、東京都出身の女優。身長は162cm、血液型はO型。アクション俳優・アクション女優を主に扱う芸能プロダクション コンプリート☆キッズ に所属している。
マルチタレントユニット「チェンジガールズ」のメンバーとして、LABI の名前で活動している。以前は同じくマルチタレントユニット「株式会社ワルガール」のメンバー LABI として活動していた。
テコンドーや空手、アクション、ピアノ、ダンスが得意で、特にテコンドー1段、空手初段の免許を持つ。

## 出演

### テレビ
- 天下無敵 喧嘩上等 危廉陣女子学園（東京MXテレビ）[2]

### 映画
- 地球防衛軍ウルトラワルガール（主演）[2]
- 地球防衛軍ウルトラワルガール~油断禁物~（主演）
- 喧嘩請負人- 三馬力りんの役
- DEMOLITION- 林沢ネオン役
- B→ON-死闘篇- - 桜場の妹役
- B→ON-決闘篇- -  桜場の妹役
- G.F.G-ゴールデンファンキーガール-
- デスヤンキー 中坊篇
- デスヤンキー 高校生篇
- デスヤンキー 死闘篇
- ブラックスクール/裏黒
- ブラックスクール/黒白
- ブラックスクール/白光
- ストイックガール
- 喧嘩上等天下高校
- 三丁目の夕日
- 少女ギャング（2014年10月5日公開）
- シャドー～After the GAKUNIN～（主演）[2](2015年1月17日)

### オリジナルビデオ
- 荒くれKING[2][3]（2014年11月30日公開）
- ドラゴンヤンキー[2][3]（2015年3月15日公開）
- ごくやん 絆篇[3]（2015年3月15日公開）
- ダる。（主演）（2015年）[2][3]

### CM
- キンカン[2]

### 舞台
- 一輪の花束

## 活動

### マルチタレントユニット「株式会社ワルガール」
- LABIとして活動
- ファーストシングル「レッツラゴー！」
- セカンドシングル「戦え!地球防衛軍ウルトラワルガールの巻」
- 地球防衛軍ウルトラワルガール（2014年1月25日公開）- 主演
- 地球防衛軍ウルトラワルガール~PART2（2014年3月1日公開）- 主演

### マルチタレントユニット「チェンジガールズ」
- LABIとして活動中[2]
- ファーストシングル「チャンバる」[2] 2014年11月デビュー